# Kałęga
Kałęga (niem. Kählung) – przysiółek wsi Motaniec, w Polsce, w województwie zachodniopomorskim, w powiecie stargardzkim, w gminie Kobylanka, położony 1,5 km na północny zachód od Kobylanki (siedziby gminy) i 14 km na północny zachód od Stargardu (siedziby powiatu).
W latach 1975–1998 miejscowość położona była w województwie szczecińskim.

## Nazwa
Nazwa jest adaptacją fonetyczną pierwotnej nazwy niemieckiej Kählung, pierwszy raz wzmiankowanej w 1896. Nazwa niemiecka powstała przez substantywizację przymiotnika kahl „łysy” przy pomocy formantu -ung i oznacza „miejsce pozbawione drzew”.